# Opius circinus
Opius circinus är en stekelart som beskrevs av Papp 1979. Opius circinus ingår i släktet Opius och familjen bracksteklar. Inga underarter finns listade i Catalogue of Life.